# Xã Wolford, Quận Crow Wing, Minnesota
Xã Wolford (tiếng Anh: Wolford Township) là một xã thuộc quận Crow Wing, tiểu bang Minnesota, Hoa Kỳ. Năm 2010, dân số của xã này là 379 người.